# سانتا کروس د لا سارسا
سانتا کروس د لا سارسا (به اسپانیایی: Santa Cruz de la Zarza) یک شهرستان در اسپانیا است که در Ocaña واقع شده‌است.

## خصوصیات
سانتا کروس د لا سارسا ۲۶۴٫۵۴ کیلومترمربع مساحت و ۴٬۹۲۹ نفر جمعیت دارد و ۷۹۰ متر بالاتر از سطح دریا واقع شده‌است.